# Roman Sandecki
Roman Sandecki (ur. 25 lutego 1896 w Żółkwi, zm. ?) – porucznik rezerwy piechoty Wojska Polskiego, nauczyciel, inspektor szkolny.

## Życiorys
Urodził się 25 lutego 1896 w Żółkwi. Był synem Kazimierza i Marii.
Podczas I wojny światowej w rezerwie piechoty C. K. Obrony Krajowej został mianowany podporucznikiem z dniem 1 sierpnia 1916. Do 1918 posiadał przydział do pułku strzelców nr 18.
Po zakończeniu wojny i odzyskaniu przez Polskę niepodległości dekretem Wodza Naczelnego Józefa Piłsudskiego z 19 lutego 1919 jako były oficer armii austro-węgierskiej został przyjęty do Wojska Polskiego z zatwierdzeniem posiadanego stopnia podporucznika ze starszeństwem z dniem 1 sierpnia 1916 i rozkazem z tego samego dnia 19 lutego 1919 Szefa Sztabu Generalnego płk. Stanisława Hallera został mianowany komendantem plutonu kompanii powiatu sanockiego od 1 listopada 1918. Później został awansowany na stopień porucznika rezerwy piechoty ze starszeństwem z dniem 1 czerwca 1919. W 1923, 1924 był oficerem rezerwowym 70 pułku piechoty w Jarocinie. W 1934 był porucznikiem rezerwy 40 pułku piechoty we Lwowie i pozostawał wówczas w ewidencji Powiatowej Komendy Uzupełnień Sanok.
15 kwietnia 1915 podjął pracę w szkolnictwie. W latach 20. i na początku 30. był nauczycielem powszechnej w 7-klasowej Szkole Męskiej im. Króla Władysława Jagiełły w Sanoku (działającej w budynku późniejszego II Liceum Ogólnokształcącego). 28 czerwca 1924 w Sanoku poślubił Joannę Górka (ur. 1899). W roku szkolnym 1924/1925 ukończył Wyższy Kurs Nauczycielski we Lwowie w zakresie języka polskiego i języka ruskiego. W 1932 zasiadał w działającej w Krośnie państwowej komisji egzaminacyjnej dla nauczycieli szkół powszechnych w Okręgu Szkolnym Lwowskim. Ze stanowiska nauczyciela publicznej Szkoły Powszechnej im. Króla Władysława Jagiełły w Sanoku w drugiej połowie 1933 został mianowany zastępcą inspektora szkolnego na obwód szkolny tarnopolski.
Pracując w Trembowli w randze inspektora w listopadzie 1936 został zastępcą prezesa zarządu powiatu Związku Strzeleckiego i członkiem wydziału wykonawczego Obywatelskiego Powiatowego Komitetu zimowej pomocy dla bezrobotnych. Ze stanowiska podinspektora szkolnego i p.o. inspektora szkolnego w Trembowli 8 czerwca 1938 został mianowany inspektorem szkolnym na okręg szkolny krośnieński z siedzibą w Krośnie od 1 lipca 1938. Był I wiceprzewodniczącym ukonstytuowanego 23 listopada 1937 Powiatowego Komitetu Pomocy Dzieciom i Młodzieży w Krośnie. Podczas II wojny światowej w okresie okupacji niemieckiej pozostawał inspektorem szkolnym w Krośnie. Po nadejściu frontu wschodniego w drugiej połowie 1944 został obwodowym inspektorem szkolnictwa w Sanoku i pełnił to stanowisko przez kilka miesięcy.